# Martin Giles
Martin William Giles (sinh ngày 1 tháng 1 năm 1979) là một cầu thủ bóng đá người Anh, thi đấu ở vị trí hậu vệ ở Football League cho Chester City. Giles khởi đầu sự nghiệp tại West Bromwich Albion trước khi thi đấu chuyên nghiệp với Chester. Ông có những khoảng thời gian ngắn ở Telford United và Nantwich Town, và cũng đá bóng đá bán chuyên tại Welsh Premier League cho Newtown AFC nơi có 91 lần ra sân. Giles cũng thi đấu cho Shawbury United tại West Midland Premier Division.